# Historique de l'AS Monaco en Coupe de France
L'AS Monaco a participé à sa première Coupe de France lors de la saison 1932-1933. Le club de la principauté a remporté la Coupe de France 5 fois (1960, 1963, 1980, 1985 et 1991) et a été finaliste 5 fois (1974, 1984, 1989, 2010 et 2021).